# Béhasque-Lapiste
Béhasque-Lapiste (en francés y oficialmente; en euskera Behaskane-Laphizketa) es una localidad y comuna francesa, situada en el departamento de Pirineos Atlánticos, en la región de Aquitania. Pertenece al territorio histórico vascofrancés de Baja Navarra y al Pays de Mixe. Se encuentra atravesada por el río Bidouze, afluente del Adour.
Administrativamente también depende del Distrito de Bayona y del Cantón de País de Bidache, Amikuze y Ostibarre.

## Demografía
| Gráfica de evolución demográfica de Béhasque-Lapiste entre 1800 y 2012 |
|                                                                        |

El resultado del año 1800 es la suma final de todos los datos parciales obtenidos antes de la creación de la comuna (16 de octubre de 1842).
Fuentes: Ldh/EHESS/Cassini e INSEE.